# 少年アヤ

少年アヤ（しょうねん アヤ、1989年12月3日 - ）は日本の作家・エッセイスト。
自身のセクシャリティーやジェンダーアイデンティティに関する事柄を赤裸々に著す。児童文学なども手がける。

## 略歴
ブログ『尼のような子』で注目を浴び、2014年にブログを元にしたエッセイ集『尼のような子』が出版される。以降、雑誌やウェブ上でエッセイや私小説の連載を手がけるようになる。

## 評価
- 内澤旬子は『尼のような子』について「卓越した自己分析から繰り出す残酷な客観化と滑稽化と、美しく切ない隠喩が絶妙のタイミングで交錯する、そんな華麗にして秀逸な文章」と評する[3]。
- 武田砂鉄は「この著者のエッセー集が刊行されるたび、ゆっくり読みふける」「記憶をとても大切にし、そして、育てている」と述べている[4]。

## 人物
- セーラームーン、サンリオ、ファンシーグッズが好き。
- 美大出身。イラストレーターのanccoは美大時代の友人[5]。2020年の著書『ぼくの宝ばこ』の装画・挿画はanccoが手掛けている[6]。
- ノンバイナリーであることを公表している。19歳から24歳までは「オカマ」を自称していたが、「焦心日記」の執筆を期にやめている[7]。ブログでは「理由はいろいろあって、自分のことを投げやりでいるのがしんどくなったのと、自虐的な態度や、いがいがをまとったような言動を繰り返しすうち、あらゆる感覚が鈍化し、自分の本心や、発するべき言葉がなんなのかもわからなくなっていたからです」と綴る[7]。その様にして、回復し自由になった部分もあったが、依然として漠然とした違和感があった[8]。しかし、30歳の時に、ノンバイナリーについて友人から教えてもらい自認することで、自身の抱える感覚をそのまま肯定することができたと語る[8]。
- 書くことは自分にとっての「調律」と答えている[9]。

## 書籍
- 尼のような子 （2014年3月、祥伝社）ISBN 978-4-396-46044-0
- 少年アヤちゃん焦心日記（2014年7月、河出書房新社）ISBN 978-4-309-02307-6
  - 焦心日記〈河出文庫〉（2018年10月）ISBN 978-4-309-41637-3 ※改題し文庫化
- 果てしのない世界め（2016年12月、平凡社）ISBN 978-4-582-83743-8）
- ぼくは本当にいるのさ（2018年9月、河出書房新社）ISBN 978-4-309-02727-2
- なまものを生きる（2019年6月、双葉社）ISBN 978-4-575-31463-2
- ぼくの宝ばこ（2020年5月、講談社）ISBN 978-4-06-519233-7
- ぼくをくるむ人生から、にげないでみた1年の記録（2021年3月、双葉社）ISBN 978-4-575-31611-7
- うまのこと（2022年11月、光村図書出版）ISBN 978-4-8138-0420-8

### 雑誌連載
- ROLa
  - 少年アヤの女子の文明論（2013年 - 2014年、新潮社）[10]
  - 私帝国（2014年12月 - 2016年3月）
- Zipper 美少女ふみちゃんと少年アヤちゃんの往復書簡（2013年、祥伝社）
- an・an 少年アヤちゃんのふぁんし〜新聞（2013年 - 2014年、マガジンハウス）
- ハツキス ロマンチック・ア・サンデー（2014年 - 2019年、講談社）
- yom yom あれの・花園（2015年春 - 2016年6月号、新潮社）
- 飛ぶ教室 うまのこと（2019秋vol.59 - 2021春vol.65、光村図書出版）

### WEB連載
- AM 「少年アヤちゃんが行く 恋の東京散歩」（2012年11月 - 2013年9月、メディアーノ）[11]
- ココロニプロロ （cocoloni）
  - “できれば”幸せになりたい（2012年12月 - 2013年6月）[12]
  - 少年アヤちゃんの駆け込み沼（2013年6月 - 12月）[13]
- 河出ウェブマガジン「オカマ抱かないと地球が爆発するみたいな流れにならないかな 少年アヤちゃん焦心日記」（2013年5月 - 2014年5月、河出書房新社）[14]
- ウェブ平凡 「ホーム・スイート・ホーム」（2014年11月、平凡社）[注釈 1]
- cakes 「ぼくは本当にいるのさ」（2018年）[16]
- 双葉社web文芸マガジン COLORFUL（双葉社）
  - なまものを生きる（2018年 - 2019年2月）[17][18]
  - よい人生、ぼくをくるむ（2019年9月 - 2020年8月）[17][19]